# Група 11 на периодичната система
Група 11 на периодичната система („медна група“), е група на периодичната система, съставена от преходните метали:
- мед
- сребро
- злато
- рьонтгений

В близкото минало, тази група е била известна с тривиалните наименования „благородни метали“ и „сечивни метали“.
Всички елементи, с изключение на рьонтгения, се срещат в природата в свободна форма за разлика от повечето останали преходни метали, които са под формата на съединения. Металите от тази група спадат към т.нар. благородни метали, като към тях се включват и металите от платинената група.